# Finlands svenska socialdemokrater
Finlands svenska socialdemokrater (FSD, till 1997 Finlands svenska arbetarförbund) är ett av Finlands socialdemokratiska partis 13 partidistrikt och är centralorganisation för 32 (2024) lokala svenska eller tvåspråkiga socialdemokratiska partiavdelningar. 
Sammanslutningen grundades 1899 och är Finlands äldsta fortfarande verksamma politiska sammanslutning. Då det under 1900-talets första år visade sig omöjligt att få myndigheternas stadfästelse på nya arbetarföreningsstadgar, anslöt sig många rent finska föreningar till det svenska förbundet, men utträdde åter 1905, då friare förhållanden grydde. Dess organ Arbetarbladet har tidvis intagit en öppet kritisk inställning till partiet. Speciellt var detta fallet under perioden 1944–1947, då Finlands svenska socialdemokrater stod i spetsen för den socialdemokratiska partioppositionen. 
Finlands svenska socialdemokrater hade 2024 omkring 1 100 medlemmar. Bland dess ledare märks Karl H. Wiik, Axel Åhlström, Karl-August Fagerholm och Lars Lindeman.

## Ordförande
- Ernst Nyström [1]
- Axel Åhlström [1]
- Karl-August Fagerholm [1]
- Lars Lindeman 1965–1976 [2]
- Jacob Söderman 1977–1982 [2]
- Kaj Bärlund 1983–1990 [2]
- Klaus Hellberg 2000–2003 [2]
- Maarit Feldt-Ranta 2004–2005 [2]
- Nina Wessberg 2006–2007 [2]
- Steven Frostdahl 2008–2013 [2]
- Maarit Feldt-Ranta 2014–2015 [2]
- Viktor Kock 2016–2019 [2]
- Anette Karlsson 2020–2021 [3]
- Dimitri Qvintus 2022→ [4]